# Bettole (provincia di Alessandria)
Bettole è una frazione divisa tra i comuni di Pozzolo Formigaro e di Tortona nella media valle Scrivia, in provincia di Alessandria. Dista 12 km da Tortona, 5 km da Pozzolo Formigaro e 5 km da Villalvernia. Dalla frazione prende il nome l'allacciamento A7/A26 Predosa-Bettole che collega l'autostrada A26 con l'autostrada A7.
Conserva la chiesa dedicata a San Marcello.
Fino all'Ottocento la parte di Bettole, che ora dipende dal comune di Pozzolo Formigaro, apparteneva al comune di Villalvernia; dato che per raggiungerlo (fino agli anni cinquanta del Novecento) bisognava superare lo Scrivia con i barconi, gli abitanti chiesero ed ottennero il trasferimento di comune.
Per secoli Bettole fu confine tra la Repubblica di Genova e lo Stato di Milano (poi con Tortona Bettole di Tortona passò al Regno di Sardegna). Bettole di Villalvernia (poi Bettole di Pozzolo) passò invece al Regno di Sardegna nel 1815 e con il decreto Rattazzi Bettole passò alla provincia di Alessandria e quindi al Piemonte.

## Galleria d'immagini

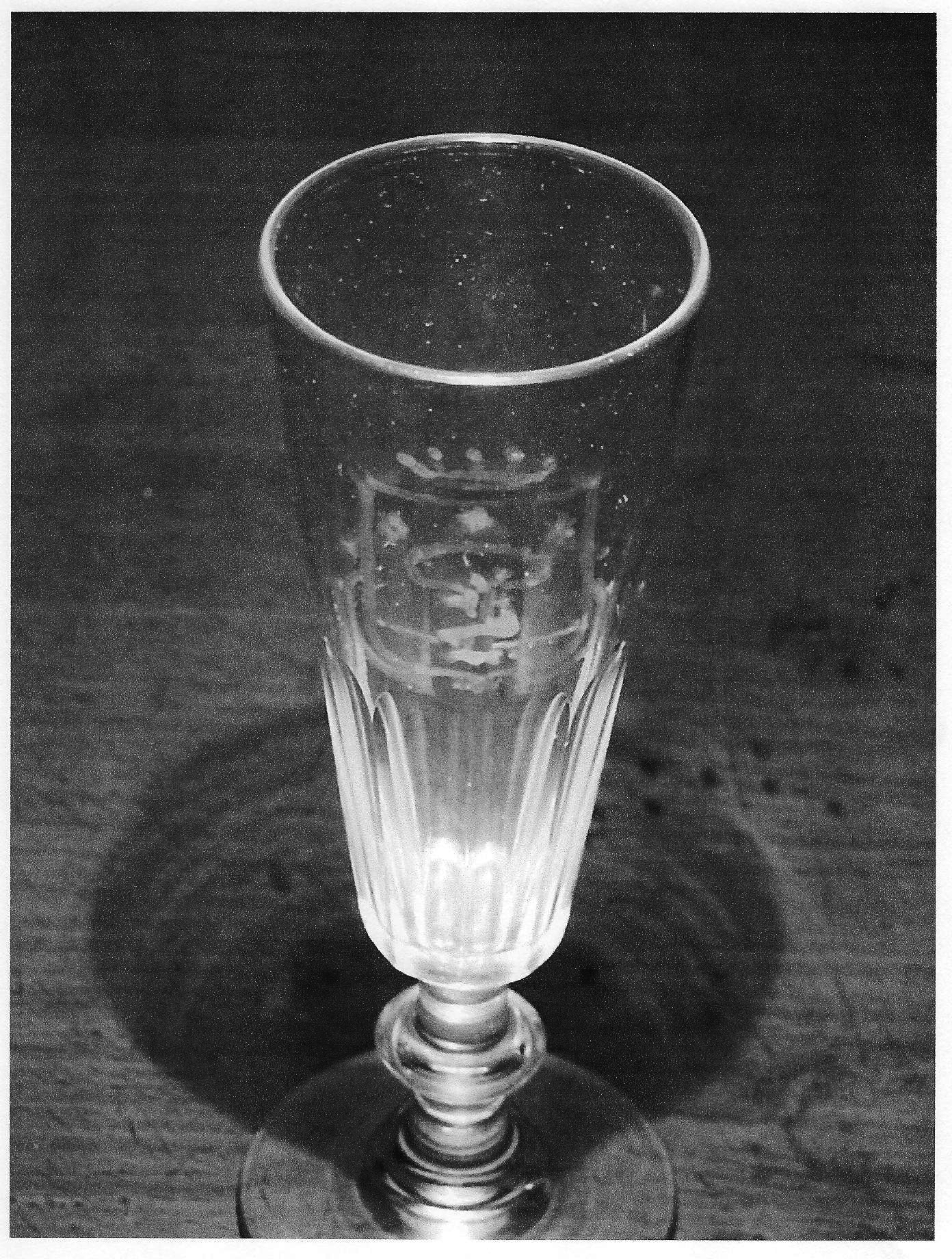
Stemma Viazzi su bicchiere
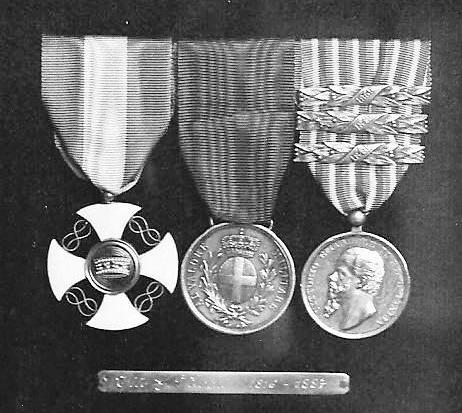
Medagliere di Tito Giuseppe Viazzi tramandato dalla vedova Maria Teresa Ricci di Villalvernia
Maria Teresa Ricci vedova Viazzi (1832-1923)